# 2060 Hiron
2060 Hiron (mednarodno ime asteroida je 2060 Chiron, kot komet pa ga označujejo 95P|Hiron oziroma z uradno oznako 95P/Chiron) je asteroid tipa B (po Tholenu) oziroma tipa Cb (po SMASS), ki spada v skupino kentavrov. Zaradi nekaterih lastnosti ga prištevajo tudi med komete.

## Odkritje
Asteroid je odkril ameriški astronom Charles Thomas Kowal 18. oktobra 1977 na Observatoriju Palomar . 
Odkrito telo je dobilo začasno oznako 1977 UB .
V času odkritja je bilo telo v prisončju in je bil najbolj oddaljen znan asteroid 
Pozneje so ga našli še na nakaterih posnetkih, ki so bili posneti celo v letu 1895. Zaradi tega so njegovo tirnico lahko precej natančno določili .
V prisončju je bil v letu 1945, vendar ga niso opazili, ker se je v tistih letih zelo malo opazovali nebo. Tudi plošče niso bile dovolj občutljive, da bi lahko opazili počasi se gibajoče telo .
Ime je dobil v letu 1979  po kentavru Hironu ( grško grško Χείρων)

## Lastnosti
V vidnem področju in blizu infrardečega dela spektra kaže Hiron nevtralno sliko. Podoben je asteroidom asteroidom tipa C in jedru Halleyjevega kometa .
Podatki o ocenjeni velikosti se precej razlikujejo. Lebofsky je ocenil, da ima Hiron premer okoli 180 km . Ocene v 90. letih so bile bliže vrednosti 150 km . Meritve med okultacijo iz leta 1993 so kazale na premer okoli 180 km . Vesoljski teleskop Spitzer je izmeril velikost premera telesa na 233 14  ±  14 km. To pomeni, da je Hiron velik približno tako kot asteroid 10199 Hariklo . Okoli svoje osi se zavrti v 5,918 urah .

## Hiron kot komet
V februarju 1988 je svetlost Hirona nenadoma narasla za 75% . To je značilnost kometov in ne asteroidov. V naslednjem letu je Hiron razvil tudi komo , v letu 1993 pa je kazal tudi rep . 
Hiron se je razlikoval od drugih kometov tudi po sestavi kome. V njegovi komi ni toliko vode, kot v komah drugih kometov. Hiron je predaleč od Sonca, da bi  lahko voda sublimirala v večjih količinah .
Hiron je uradno asteroid in komet. Takšna telesa včasih imenujejo tudi protokometi. Ker pa ima najmanj 130 km v premeru, je za komet zelo velik. Po odkritju Hirona so odkrili še druge kentavre. Med njimi so skoraj vsi klasificirani tudi kot kometi. Primer: Asteroid 60558 Eheklos kaže komo in so mu dodelili tudi oznako za komet 174P/Eheklos. Med prehodom prisončja je tudi kentaver 52872 Okiroja (Okyrhoe ) postal svetlejši.
Obstajajo pa tudi asteroidi, ki niso kentavri, pa jih prištevamo med komete glavni glavnega asteroidnega pasu. To so na primer 4015 Wilson-Harrington, 7968 Elst-Pizaro in 118401 LINEAR.

## Tirnica
Hironova tirnica ima veliko izsrednost. Njegovo prisončje je znotraj tirnice Saturna, odsončje pa je malo zunaj tirnice Urana. V modernih časih se je komet maja 720 približal Saturnu na samo 30 Gmetrov. Takrat se je velika polos njegove tirnice zmanjšala od 14,4 a.e. na 13,7 a.e..
Hiron je postal zanimiv, ker je to prvo telo, ki ima tirnico precej zunaj glavnega asteroidnega pasu. Kentavri nimajo stabilne tirnice. V milijonih let so zaradi težnostnih vplivov velikih planetov izvrženi iz Osončja ali pa močno spremenijo svojo tirnico 
Hiron bo v milijonu let postal kratkoperiodični komet .